# Tetraplaria gryllus
Tetraplaria gryllus är en mossdjursart som beskrevs av Canu och Bassler 1929. Tetraplaria gryllus ingår i släktet Tetraplaria och familjen Tetraplariidae. Inga underarter finns listade i Catalogue of Life.